# Colletes pseudojejunus
Colletes pseudojejunus là một loài Hymenoptera trong họ Colletidae. Loài này được Noskiewicz mô tả khoa học năm 1959.